# Les Yveteaux
Les Yveteaux är en kommun i departementet Orne i regionen Normandie i nordvästra Frankrike. Kommunen ligger i kantonen Briouze som tillhör arrondissementet Argentan. År 2022 hade Les Yveteaux 100 invånare.

## Befolkningsutveckling
Antalet invånare i kommunen Les Yveteaux
| Referens: INSEE |